# Вега, Марко Тулио
Марко Тулио Вега Ордоньес (исп. Marco Tulio Vega Ordoñez; родился 4 апреля 1987, Утила, Гондурас) — гондурасский футболист, нападающий клуба «Виктория» и сборной Гондураса.

## Клубная карьера
Вега начал карьеру, выступая за клубы низшего дивизиона «Сонагера» и «Йоро». В 2011 году Марко перешёл в «Марафон». В том же году он дебютировал в чемпионате Гондураса. Летом 2015 года Вега перешёл в «Реал Сосьедад» из Токоа. 2 августа в матче против «Виды» он дебютировал за новую команду. В этом же поединке Марко забил свой первый гол за «Реал Сосьедад». В составе клуба он дважды стал лучшим бомбардиром чемпионата.
Летом 2016 года Вега перешёл в «Мотагуа». 31 июля в матче против «Гондурас Прогресо» он дебютировал за новую команду. 8 августа в поединке против своего бывшего клуба «Реал Сосьедад» Марко забил свой первый гол за «Мотагуа».

## Международная карьера
7 сентября 2011 года в товарищеском матче против сборной Парагвая Вега дебютировал за национальную команду.

## Достижения
Индивидуальные
- Лучший бомбардир чемпионата Гондураса (12 голов) — Апертура 2015
- Лучший бомбардир чемпионата Гондураса (11 голов) — Клаусура 2016